# Lichtspiele Hoffnung

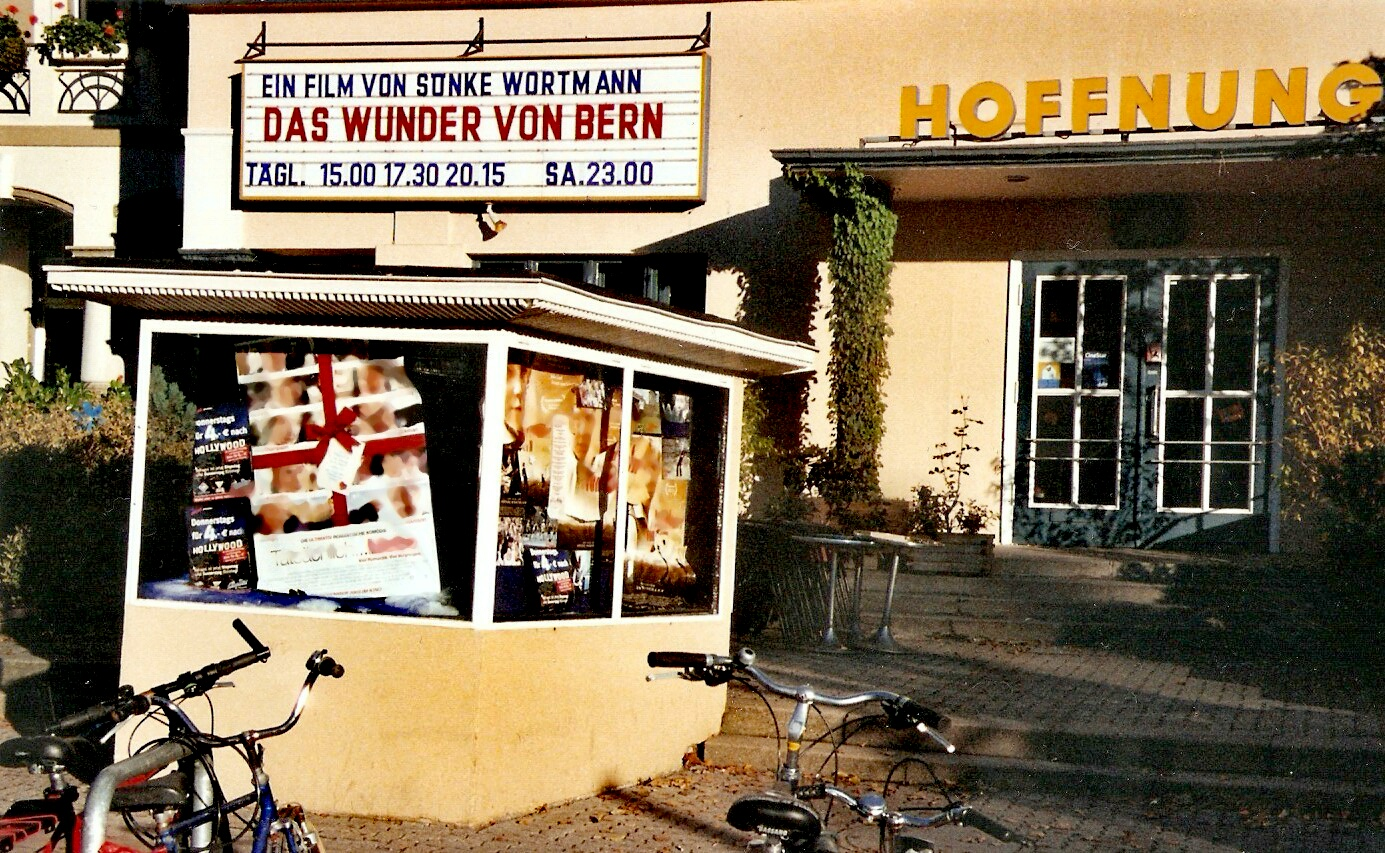
Lichtspiele Hoffnung (Foto: November 2003)

Die Lichtspiele Hoffnung waren ein Lübecker Kino.

## Gründung

Restaurant Zur Hoffnung an der Hüxtertorallee, um 1900

Restaurant Zur Hoffnung (Wintergarten)

Das Gebäude Hüxtertorallee 23a beherbergte ursprünglich eine Gaststätte mit Namen Hoffnung. 1947 unterbreitete der Eigentümer des Hauses dem Zigarettenfabrikanten Willi Derwisch-Ehren den Vorschlag, die Gastwirtschaft zu pachten und zu einem Kino umzubauen. Derwisch ließ den Architekten Ernst Blunck ein Gutachten über einen möglichen Umbau erstellen, verfolgte das Projekt dann aber nicht weiter.
Blunck tat sich daraufhin mit dem ehemaligen Offizier Albert Kieft und Otto Schwarzloh zusammen; gemeinsam gründeten sie im März 1948 die Lichtspiele Hoffnung GmbH, pachteten das Gebäude und nahmen den Umbau zu einem Kino mit 517 Plätzen in Angriff, der wegen des allgemeinen Mangels nur unter Schwierigkeiten durchführbar war. Als Vorführmaschinen dienten zwei transportable Sonolux-Kofferprojektoren aus Wehrmachtsbeständen. Da die Erteilung der Betriebserlaubnis sich länger hinzog als erwartet, konnte die ursprünglich für den Herbst 1948 vorgesehene Eröffnung erst am 4. Februar 1949 stattfinden.

## Astra-Cinema
Nach nur einem Monat beschlagnahmte die britische Besatzungsmacht am 12. März 1949 die Hoffnung als Militärkino. Kieft, Blunck und Schwarzloh mussten andere Wege finden, ihren Lebensunterhalt zu verdienen, da die monatliche Entschädigung nur ausreichte, die Rechnungen für den Umbau zu bezahlen. Allein der Filmvorführer Willi Hermann wurde, nachdem die Briten ihn zunächst entlassen hatten, wieder eingestellt, da die britischen Techniker nicht mit den ungewohnten Projektoren umgehen konnten.

## Geschichte bis zur Schließung

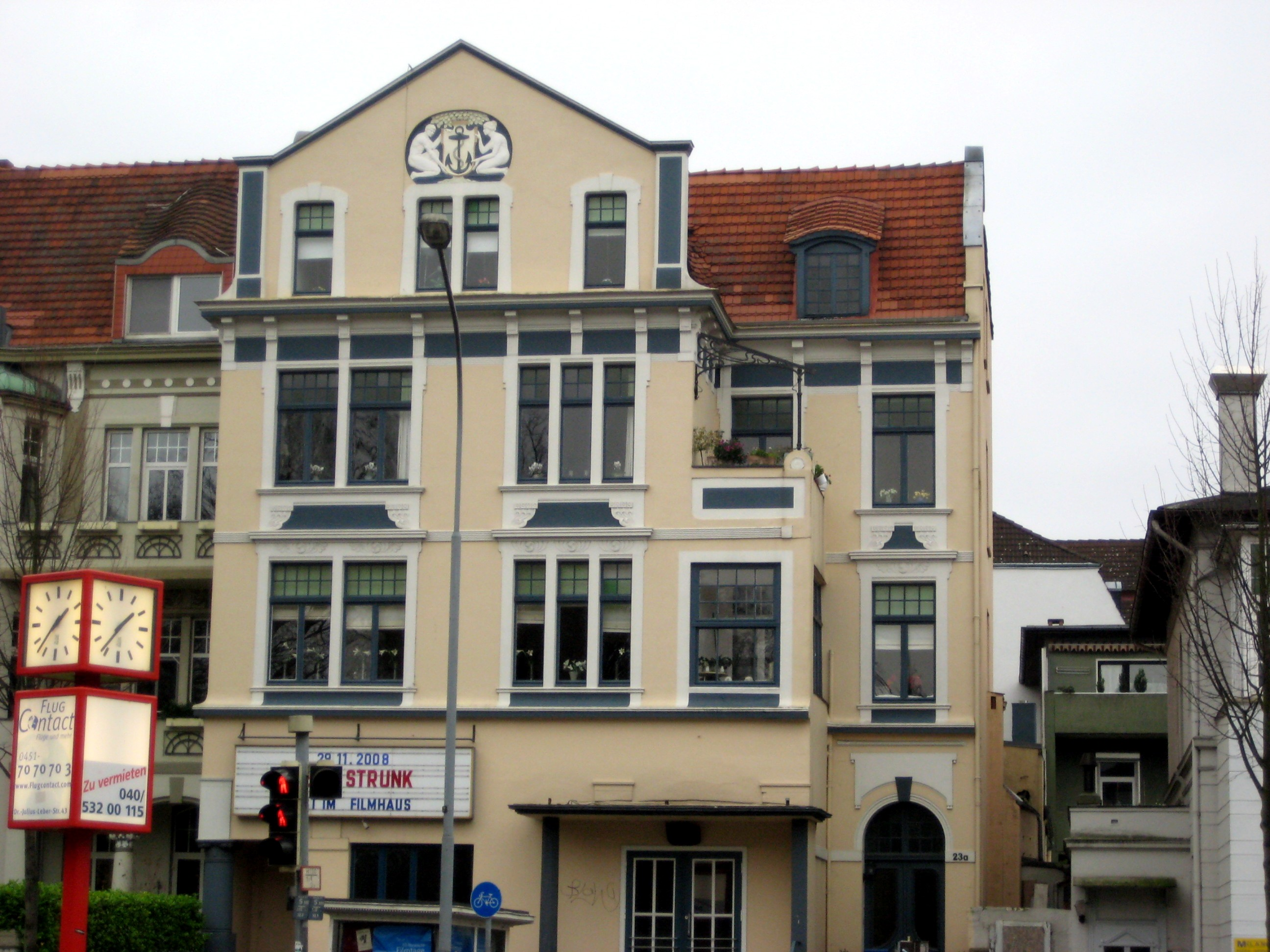
Die ehemaligen Lichtspiele Hoffnung

Anfang April 1950 wurde die Hoffnung wieder ihren Eigentümern übergeben, und am 14. April fand die Wiedereröffnung statt. Im Winter 1951 wurde ein Umbau der Innenausstattung durchgeführt, der das Bild der Hoffnung bis zu ihrer Schließung 53 Jahre später prägte.
Nachdem Blunck und Schwarzloh 1954 als Gesellschafter ausgeschieden waren, führte Kieft das Kino zunächst in Eigenregie. Zu Beginn des Jahres 1958 nahm er den aus einer Kinobetreiberfamilie stammenden Wilhelm Grießhammer als neuen Gesellschafter auf.
Schon in den 1950er Jahren konzentrierte sich das Programm der Hoffnung auf anspruchsvolle Filme und Filmkunst, die sowohl in eigenen Vorführungen als auch im Hauptprogramm gezeigt wurden. Durch die Bedienung dieser Nische erwarb sich das Kino ein festes Stammpublikum, so dass die Hoffnung von der allgemeinen Krise der Kinos und dem seit den 1960er Jahren zunehmenden Besucherschwund kaum betroffen war. Zusätzlich zum normalen Kinobetrieb war die Hoffnung wiederholt Spielstätte verschiedener Filmfestivals.
Am 1. Dezember 1981 erhielt die Hoffnung ein neues Konzept als Programmkino, nachdem das eden-programm-kino in den Eden-Lichtspiele aufgegeben worden war.
Am frühen Morgen des 24. Dezembers 2004 brach in den Hoffnung-Lichtspielen ein Feuer aus, ausgelöst durch einen Kurzschluss in einer defekten Popcorn-Maschine. Wegen der Brandschäden wurde der Kinobetrieb eingestellt. Die Kieft-Gruppe stellte eine baldige Renovierung und eine Wiedereröffnung in Aussicht, die jedoch nicht stattfanden. Am 29. Dezember 2005 gab Marlis Kieft bekannt, dass die Hoffnung nicht als Kino wiedereröffnet würden; das Programmkonzept wurde im Juli 2006 auf das Filmhaus übertragen. Die ehemaligen Lichtspiele Hoffnung werden stattdessen zu einem Veranstaltungsgebäude umgestaltet.